# Demant
Demant A/S, også kendt under binavnet William Demant Holding A/S (NASDAQ OMX: DEMANT), dansk holdingselskab, som producerer og sælger høreapparater, høretekniske hjælpemidler, høretelefoner, lydanlæg og AV-udstyr gennem selskaberne Oticon, Bernafon, Sonic, Oticon Medical, Phonic Ear A/S, Interacoustics, Maico, Amplivox, Grason-Stadler og Sennheiser Communications. William Demant Fonden er hovedaktionær i Demant A/S.
Demant har hovedsæde i Smørum nordvest for København og omsatte for 13,9 milliarder DKK i 2018.